# 八戸市立轟木小学校
八戸市立轟木小学校（はちのへしりつ とどろきしょうがっこう）は、青森県八戸市にある公立小学校。児童数は36人（2020年5月現在）で、第2学年・第3学年と第4学年・第5学年は複式学級となっている。

## 沿革
- 1876年（明治9年）
  - 5月5日 - 鈴木清六所有の小屋を仮校舎として、「轟木小学」として創立する。当時の所在地は三戸郡市川村字高丁場99番地(現在の八戸市大字市川町字高丁場99番地)。
  - 9月8日 - 市川村字新田村10番4号の風穴小四郎地内に校舎新築移転。
- 1881年（明治14年）11月 - 字新田村8番4号に校舎新築移転。
- 1887年（明治20年）4月 - 小学校令により、「轟木尋常小学校」に改称。
- 1897年（明治30年）5月 - 高等科を併置し、「轟木尋常高等小学校」に改称。
- 1901年（明治34年）7月 - 新校舎完成移転。
- 1941年（昭和16年）4月1日 - 国民学校令により、轟木国民学校に改称。
- 1947年（昭和22年）4月1日 - 学校教育法施行により、市川村立轟木小学校と改称。同日、轟木中学校を併置し、高等科生を中学校に移籍。
- 1948年（昭和23年）3月29日 - 水目沢分校を設置。
- 1951年（昭和26年）
  - 1月29日 - 水目沢分校が分離独立し、桔梗野小学校となる[1]。
  - 9月 - 市川中学校(同年4月に「轟木中学校」から改称)校舎新築移転。
- 1955年（昭和30年）4月1日 - 市川村が八戸市に合併された為、「八戸市立轟木小学校」に改称。
- 1969年（昭和44年）4月 - 八戸市立多賀台小学校の開校に伴い、児童の一部が移籍する。
- 1976年（昭和51年）9月 - 創立100周年記念式典が挙行される。
- 1985年（昭和60年）12月 - 体育館新築落成
- 1986年（昭和61年）2月 - 創立110周年記念式典挙行。
- 1996年（平成8年）11月 - 創立120周年記念式典挙行。
- 2006年（平成18年）11月 - 創立130周年記念式典挙行。
- 2010年（平成22年）8月 - 校舎耐震化工事開始。
- 2011年（平成23年）3月11日 - 14時46分頃、東日本大震災発生。本校での大きな被害は無かった。
- 2014年（平成26年）1月 - トイレ改築工事。
- 2015年（平成27年）11月 - 創立140周年記念式典挙行。

## 部活動
- 野球部
- ソフトボール部
- 太鼓部

## 学区
古場蔵、新和、尻引、向谷地、轟木上、轟木下。

## 進学先
ほとんどの児童が、八戸市立市川中学校に進学する。

## アクセス
- 八戸市営バス「C5」・「P8」・「F1」・「K68」の各系統で、「和野」停留所下車後、徒歩。

## 参考資料
- 『青森県教育史 別巻』(青森県教育委員会・1973年12月20日発行)724～725頁「学校沿革 小学校 轟木小学校」